# Plana Baixa
Plana Baixa (en castillan : Plana Baja) est une comarque de la province de Castellón, dans la Communauté valencienne, en Espagne. Son chef-lieu est Borriana. La ville la plus peuplée de la comarque est Vila-real.

## Communes

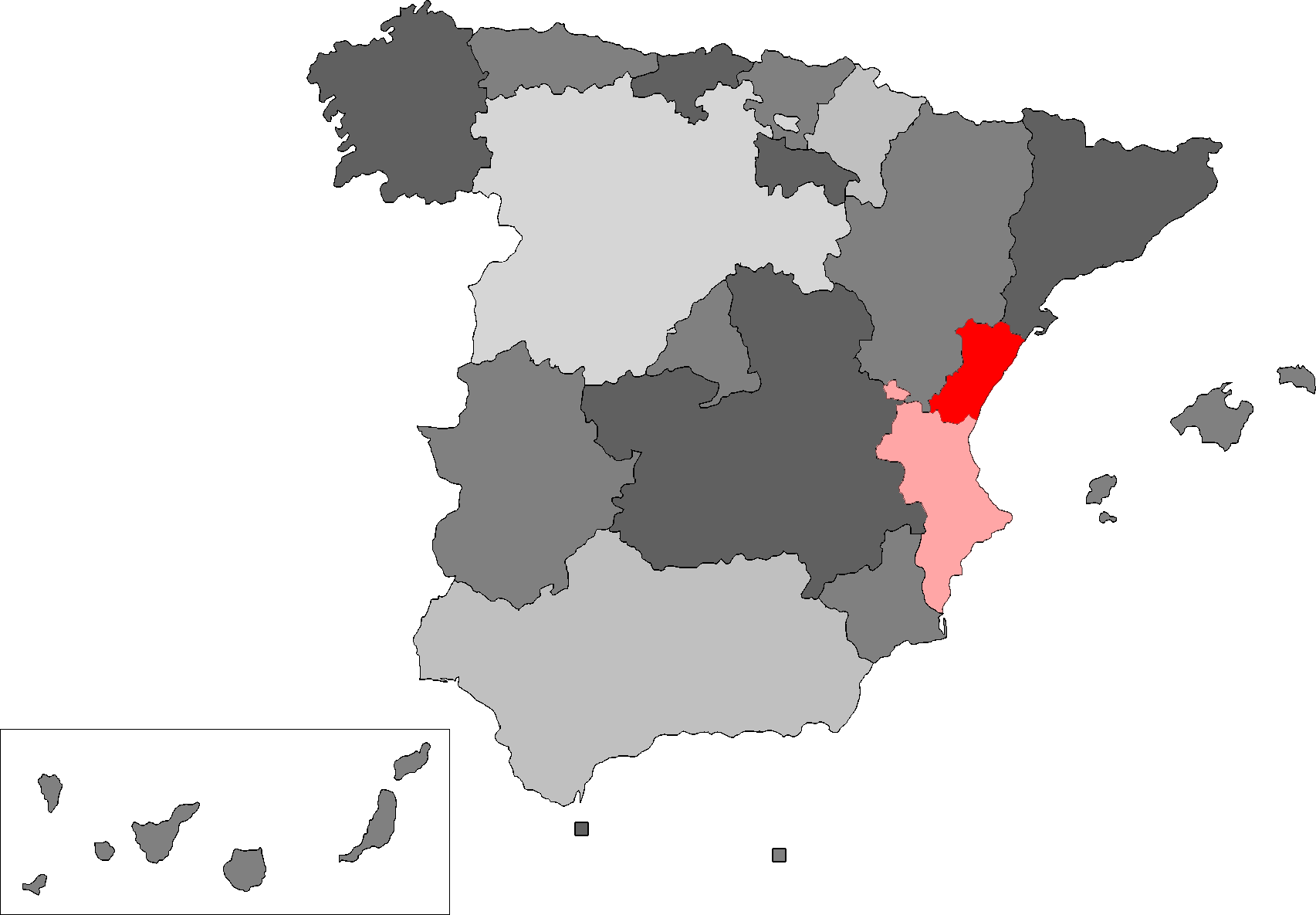
Localisation de la Province de Castellón dans la Communité de Valence

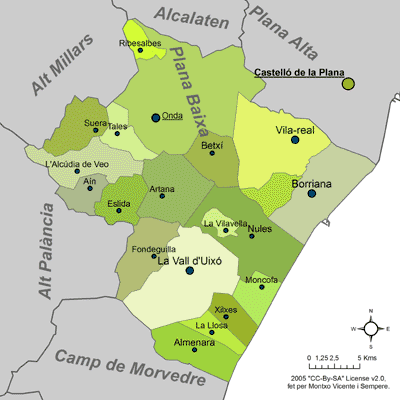
Communes de la Plana Baixa

- Aín
- Alcudia de Veo
- Alfondeguilla
- Almenara
- Alquerías del Niño Perdido
- Artana
- Betxí
- Burriana
- Chilches
- Eslida
- La Llosa
- Moncofa
- Nules
- Onda
- Ribesalbes
- Suera
- Tales
- La Vall d'Uixó
- Vila-real
- La Vilavella